# Chondrostei
Chondrostei é uma subclasse de peixes não-Neopterygii com nadadeiras raiadas. Embora o termo originalmente se referisse ao agrupamento parafilético de todos os peixes com nadadeiras raiadas não-Neopterygii, ele foi redefinido por Patterson em 1982 para ser um clado que abrange os Acipenseriformes (que inclui o esturjão e o peixe-espátula) e seus parentes extintos.
Os táxons comumente sugeridos como representantes de parentes dos Acipenseriformes incluem o peixe marinho do Triássico Birgeria e os Saurichthyiformes, mas sua relação com os Acipenseriformes tem sido fortemente contestada por motivos cladísticos. Coccolepididae, um grupo de pequenos peixes fracamente ossificados do Jurássico e Cretáceo encontrados em ambientes marinhos e de água doce, também foram sugeridos como parentes próximos dos Acipenseriformes. Entretanto, isso nunca foi objeto de análise cladística. Near & Thacker (2024) também recuperaram o Ptycholepiformes Boreosomus como um caule-acipenseriforme.
Os seguintes táxons são conhecidos:
- Subclasse Chondrostei
  - Gênero †Eochondrosteus
  - Ordem †Chondrosteiformes
    - Família †Chondrosteidae

  - Ordem Acipenseriformes
    - Família †Peipiaosteidae
    - Subordem Acipenseroidei
      - Família Acipenseridae
      - Família Polyodontidae
- Os táxons disputados incluem:
  - Gênero †Birgeria
  - Família †Coccolepididae[1]
  - Ordem †Saurichthyiformes[2]
  - Ordem †Ptycholepiformes[3]